# Skolebot

## Skolebot
Skolebot er en dansk-norsk AI-platform udviklet til brug i undervisning i grundskoler og gymnasier. Den giver både lærere og elever adgang til en række interaktive AI-værktøjer, som understøtter undervisningsdifferentiering, kreativ opgaveløsning og teknologi-forståelse. Skolebot er udviklet med særlig vægt på datasikkerhed, pædagogik og tilgængelighed, og bruges i stigende grad i danske og norske skoler. Skolebot er udviklet til både elever og lærere.

### Udvikling og baggrund
Skolebot blev udviklet af det norske EdTech-firma Teklos AS, der specialiserer sig i AI-løsninger til skoler. Formålet var at skabe et sikkert og GDPR-kompatibelt alternativ til kommercielle chatbots som ChatGPT, hvor lærere og skoler kunne styre adgangen og indholdet.
Chatfunktionerne i Skolebot er baseret på Azure OpenAI's modeller, primært GPT-4o og GPT-3.5, som hostes på servere i EU (Sverige). Data behandles i henhold til EU’s databeskyttelsesforordning og lagres i maksimalt 30 dage, uden at blive anvendt til træning af nye sprogmodeller.
Skolebot findes i dag både som Skolebot.dk (til danske brugere) og Skolebot.no (til det norske marked).

### Funktioner og anvendelsesmuligheder
Skolebot tilbyder en bred vifte af AI-værktøjer målrettet undervisning:

#### Elevrettede funktioner
- Faglige hjælper-bots: fx matematikvejleder, historiefortæller, essayguide og kildekritiker.
- Kreative værktøjer: billedgenerering, rollespilschatbots, interaktive quizzer og skriveassistent.
- Stemmefunktioner: tekst-til-tale og tale-til-tekst for elever med læsevanskeligheder.

#### Lærerrettede funktioner
- Lektionsplanlægger: hjælp til udformning af undervisningsforløb, opgaver og evalueringer.
- Kommunikationsstøtte: formulering af breve og beskeder til forældre og kolleger.
- Læringsværktøjer: oprettelse af flashcards, mindmaps, krydsord og refleksionsspørgsmål.

Alle bots og funktioner er tilgængelige på dansk, norsk og svensk og kan tilpasses efter klassetrin og læringsmål.

### Pædagogisk integration og didaktik
Skolebot er udviklet med henblik på at styrke lærerens rolle, ikke erstatte den. I flere tilfælde er det lærere selv, der bygger eller tilpasser chatbotter til deres undervisningsbehov. Med Skolebot er det muligt at lave egne AI-chatbots til undervisning.

### Sikkerhed og ansvarlig brug
Skolebot lægger stor vægt på datasikkerhed, etisk brug og digital dannelse. Blandt platformens sikkerhedstiltag er:
- Al kommunikation kører via HTTPS og behandles i EU.
- Der gemmes ingen følsomme persondata uden samtykke.
- Brugere opfordres til kritisk tænkning og kildekritik.

Platformen tilbyder desuden lærervejledninger og didaktiske artikler om ansvarlig AI-brug.
Skoler og kommuner kan desuden deltage i pilotprojekter, hvor de tester platformen mod at give feedback.

### Kritik og udfordringer
Kritikere har påpeget følgende udfordringer:
- Risiko for afhængighed af AI i kreative opgaver.
- AI kan stadig give forkerte eller hallucinerede svar.
- Kræver didaktisk forståelse for at bruge chatbotten korrekt.

Skolebot arbejder på løsninger som AI-selvrefleksion, hvor chatbotten selv kan kommentere sine svagheder.